# Jean-Michel Atlan
Jean-Michel Atlan (23. januar 1913 i Constantine – 12. februar 1960 i Paris) var en fransk maler.
Atlan blev født i Constantine i Algeriet, og flyttede til Paris i 1930. Han læste filosofi ved Sorbonne. Han begyndte som autodidakt maler i 1941. Han blev arresteret for at være jøde og for sine politiske aktiviteter i. Han foregav at være sindssyg og blev dømt til ophold på Sainte Anne Asylum. Han udgav en lille digtsamling i 1944 og havde sin første udstilling på Gallerie Arc en Ciel. I 1946 traf han Asger Jorn og blev senere medlem af COBRA. Atlans atelier blev mødested for gruppen i Paris. 
Atlan døde i Paris og ligger begravet på Cimetière du Montparnasse.